# VIXX LR
VIXX LR(ヴィックス エル・アール、朝: 빅스 LR)は、大韓民国の男性歌手グループ。VIXXのメンバーであるレオとラビによるユニット。

## 来歴
2015年8月17日ミニアルバム「Beautiful Liar」でデビュー。同作品の作詞・作曲はラビが担当しており、SBS MTVの音楽番組『THE SHOW』で1位を獲得し、ハンとチャートのアルバムチャート、音源チャートでも1位を獲得。
2枚目のシングル「Can‘t say」の発売イベントを東京と大阪で行った。
2017年8月、2枚目のミニアルバム「Whisper」を発売。
11月18日 - 11月19日初の単独コンサート『VIXX LR 1st CONCERT ECLIPSE in SEOUL』をソウル市オリンピック公園オリンピックホールで開催。
2018年1月25日 - 1月28日には、日本デビュー前に東京と大阪で同コンサートを開催。1月27日には日本ファーストアルバム『Complete LR』を発売し、1月30日付オリコンデイリーチャートで1位を獲得。週間ランキングでは18位を獲得した。

## メンバー
- レオ 1990年11月10日（34歳）[9]
- ラビ 1993年2月15日（32歳）[9]

## 作品

### 韓国

#### ミニアルバム
- Beautiful Liar(2015年)
- Whisper(2017年)

### 日本

#### アルバム
- Complete LR(2018年)

## 映像作品
- VIXX LR - Beautiful Liar(2015年)

## ツアー
- VIXX LR 1st LIVE SHOWCASE TOUR “Beautiful Liar”(2016年1月6日 - 1月28日、韓国・日本)

## 受賞歴
- Mnet アジアミュージックアウォーズ ベストコラボレーション賞(2015年) - ノミネート
- Mnet アジアミュージックアウォーズ 今年の歌賞(2015年) - ノミネート
- KMC ラジオアワーズ ベストサブユニット・コラボレーション部門(2015年) - 受賞